# 卡里耶尔苏普瓦西
卡里耶尔苏普瓦西（法語：Carrières-sous-Poissy，法語發音：[kaʁjɛʁ su pwasi] ⓘ，意为“普瓦西下方的卡里耶尔”）是法国伊夫林省的一个市镇，位于该省东北部，靠近普瓦西，属于圣日耳曼昂莱区。

## 地理
卡里耶尔苏普瓦西（48°56'52"N, 2°2'19"E）面积7.19 平方千米，位于法国法蘭西島大區伊夫林省，该省份为法国北部内陆省份，北起瓦兹河谷省，西接厄尔省，西南接厄尔-卢瓦省，东南接埃松省，东临上塞纳省。
与卡里耶尔苏普瓦西接壤的市镇（或旧市镇、城区）包括：阿谢尔、昂德雷西、尚特卢莱维涅、普瓦西、塞纳河畔特列勒、塞纳河畔维莱讷。

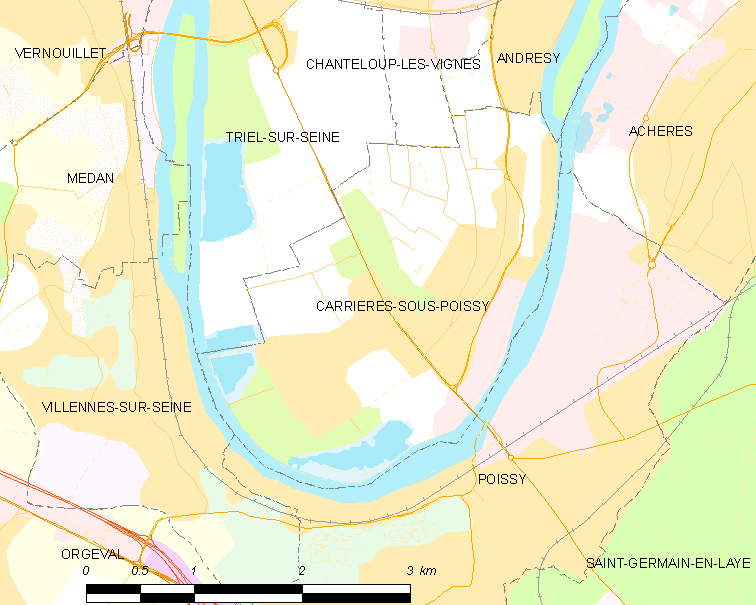
卡里耶尔苏普瓦西的OSM定位图

卡里耶尔苏普瓦西的时区为UTC+01:00、UTC+02:00（夏令时）。

## 行政
卡里耶尔苏普瓦西的邮政编码为78955，INSEE市镇编码为78123。

## 政治
卡里耶尔苏普瓦西所属的省级选区为普瓦西县。

## 人口

1962-2008年间卡里耶尔苏普瓦西人口变化图示

卡里耶尔苏普瓦西于2022年1月1日时的人口数量为19951人。